# Ильино (городской округ Истра)
Ильино — деревня в Букарёвском сельском поселении Истринского муниципального района Московской области. Население — 58 чел. (2010). В последние 15 лет деревня значительно расширилась из-за освоения личных подсобных хозяйств и строительства коттеджей[от какого года считать?].

## География
Расстояние до нулевого километра — 63 км. Деревня находится на высокой горе, рядом протекает река Маглуша. Соседние деревни: Мыканино, Хмолино, посёлки Октябрьский и Первомайский. Расстояние до центра Истры — 7 км.

## Население
| 2002 | 2006 | 2010 |
| ---- | ---- | ---- |
| 22   | →22  | ↗58  |

## Транспорт
По Брыково-Волоколамскому шоссе проложен маршрут 46 автобуса Истринского АТП сообщением от Автостанции Истра до Глебовской птицефабрики через Зелёный Курган. В пределах пешеходной доступности платформа Чеховская Рижского направления Московской железной дороги.